# St. Lukas (München)

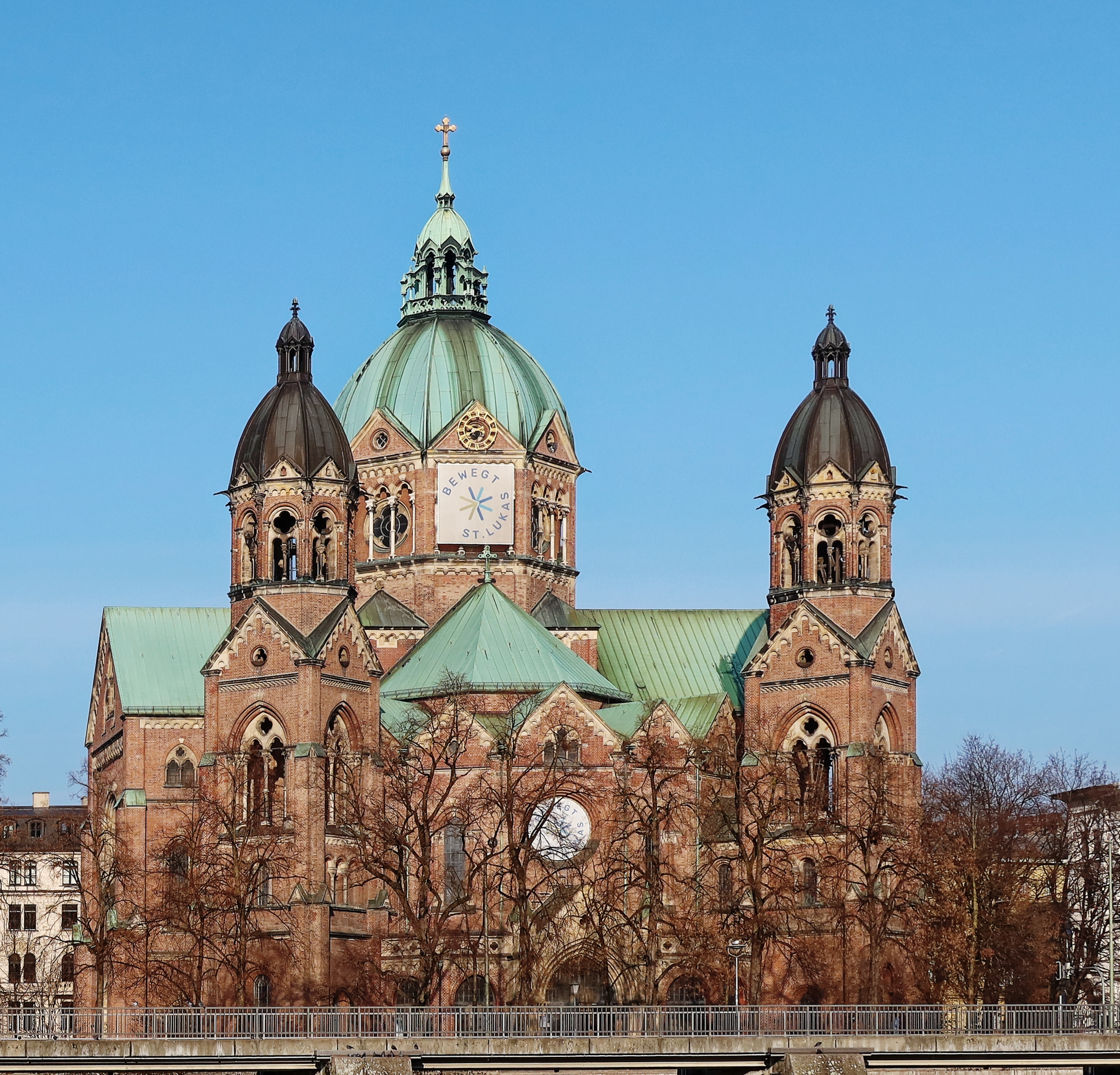
St. Lukaskirche im Winter 2023

Die evangelisch-lutherische Pfarrkirche St. Lukas, auch Lukaskirche genannt, wurde als der dritte evangelisch-lutherische Kirchenbau in München errichtet. Nachdem die ersten beiden evangelischen Kirchen, St. Matthäus und St. Markus, nach den ersten beiden Evangelisten benannt worden waren, erhielt sie als Namenspatron den dritten Evangelisten, Lukas.

## Geschichte
Der stetige Zuwachs an Gemeindegliedern ließ die beiden bestehenden evangelisch-lutherischen Pfarrkirchen St. Matthäus und St. Markus schnell zu klein werden. Schon 1893 wurden an drei weiteren Orten in Haidhausen, Schwabing und Neuhausen evangelische Gottesdienste gefeiert. Insofern war ein dritter evangelischer Kirchenbau unumgänglich.
Die Lukaskirche wurde 1893–1896 nach Plänen von Albert Schmidt errichtet. St. Lukas ist die einzige fast vollständig erhaltene evangelische Kirche des Historismus in München. Aufgrund ihrer hochaufragenden Vierungskuppel, der beiden Flankentürme und ihres überwältigenden Innenraums wird sie auch als „protestantischer Dom“ bezeichnet.
Als Bauplatz war die Nordspitze der Kohleninsel, der heutigen Museumsinsel, vorgesehen. Dort sollte eine bescheidene Kirche gebaut werden. Da das bayerische Herrscherhaus um die eindeutige katholische Dominanz in München besorgt war, erhielten andere christliche Konfessionen nur Bauplätze, die nicht stadtbildprägend werden konnten; die einzige Ausnahme von diesem Prinzip sollte der 1938 abgebrochene Kirchenbau von St. Matthäus bilden.
Damit wollte sich das Evangelisch-Lutherische Kirchenbauamt nicht zufriedengeben. So konnte es sowohl Prinzregent Luitpold als auch die Regierung von Oberbayern überzeugen, dass der Entwurf Schmidts, vom Prinzregenten und von der Regierung von Oberbayern favorisiert, einen größeren Bauplatz als den auf der Kohleninsel erforderte. Gleichzeitig argumentierte das Kirchenbauamt, dass für die Zwecke der evangelischen Gemeinde auch ein einfacherer Bau genüge und die Kosten für die evangelisch-lutherische Kirchengemeinde in München zu hoch seien; also förderte die königliche Haupt- und Residenzstadt München den Bau, indem sie ein großzügiges Grundstück am Mariannenplatz im Lehel zur Verfügung stellte.

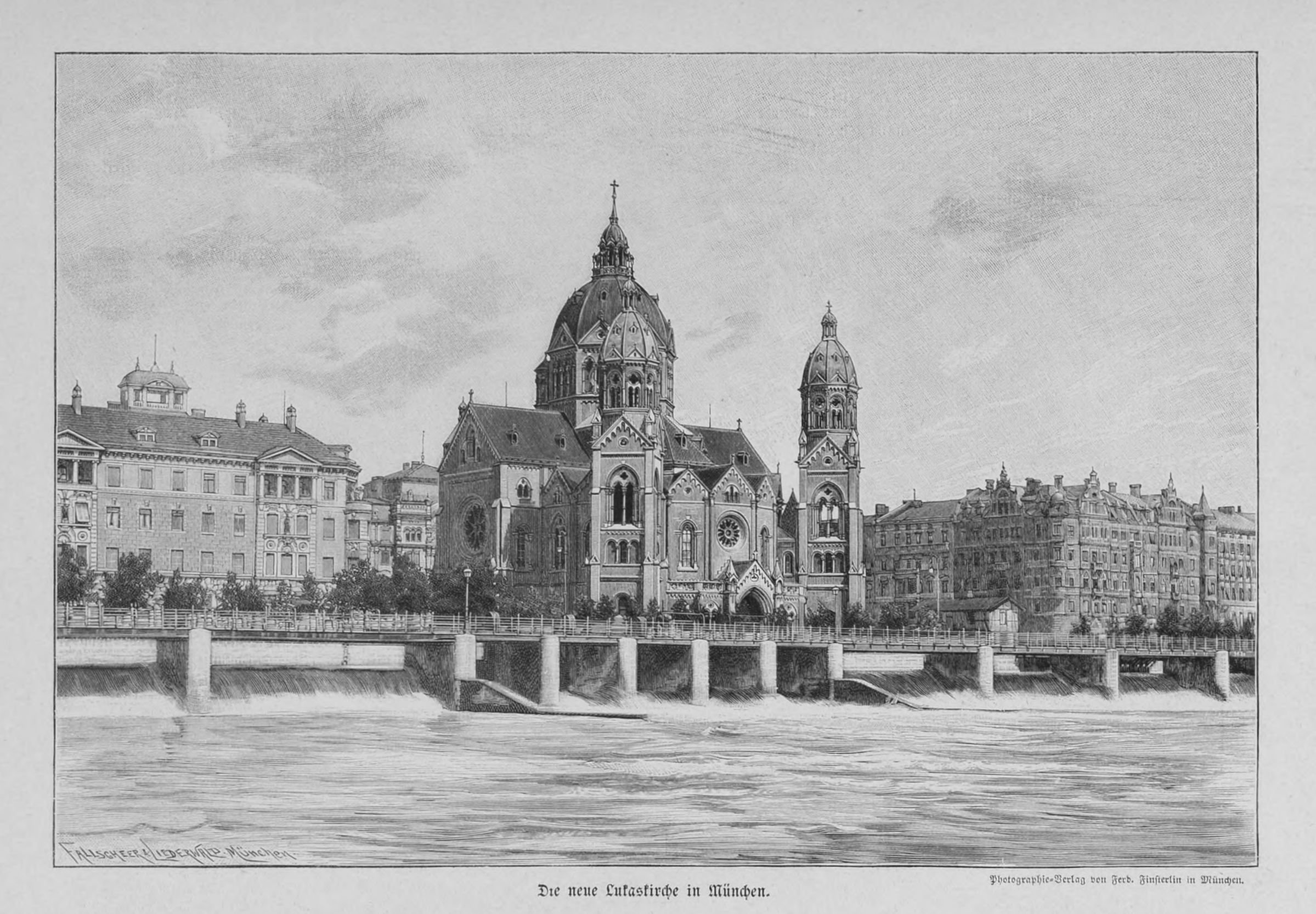
Ansicht von 1896

Am 29. Juni 1893 wurde der Grundstein für St. Lukas gelegt, am Ersten Advent 1896 (29. November) fand die Einweihung statt. Die Finanzierung des Baus kam im Wesentlichen durch Spenden und Zuwendungen aus der Kirchenumlage zustande, in etwa dem heutigen Kirchgeld vergleichbar. Die Gläser der südlichen und nördlichen Rosette stiftete Luitpold von Bayern. Sie stellten die Geburt und Himmelfahrt Christi dar. Besonderes Wohlgefallen fand der Prinzregent an der schönen Steinmayer’schen Orgel anlässlich der Präsentation der Glasfenster, bei der Kantor Johann Engelhardt einen Adventschoral spielte.
Zur Pfarrkirche wurde St. Lukas erst 1900 mit der Gründung einer eigenständigen Kirchengemeinde erhoben. Die Kirche überstand die Bombenangriffe im Zweiten Weltkrieg nahezu unzerstört, im Gegensatz zum dazu gehörenden Pfarrhaus auch die Modernisierungs- und Purifikationswellen der 1960er und 1970er Jahre. Die Farbglasfenster aus den Werkstätten der Mayer’schen Hofkunstschule fielen jedoch dem Luftangriff in der Nacht vom 6. und 7. September 1943 zum Opfer. Um den ursprünglichen, gewollt mystischen Raumeindruck zu erhalten, wurden die dafür so wichtigen Farbverglasungen unmittelbar nach Kriegsende wiederhergestellt.
Von 1945 bis in die 1950er Jahre hinein diente die Kirche für Gottesdienste von Angehörigen der US-amerikanischen Besatzungsmacht.
Obwohl schon 1976 von der Haager Konvention in die Liste schützenswerter Kulturgüter aufgenommen, wurde die Kirche nie generalsaniert. Am 11. Oktober 1998 löste sich gegen 22.30 Uhr ein Stein aus der südlichen Fensterrosette und fiel direkt neben den Kinderspielplatz am Mariannenplatz. Seitdem gilt St. Lukas als baufällig und teilweise einsturzgefährdet. Die Bausanierung sollte ursprünglich 2006 abgeschlossen werden, hat sich aber aus verschiedenen Gründen verzögert. Nun ist für 2024 der Beginn der Sanierungsarbeiten avisiert.

## Lage und Programm

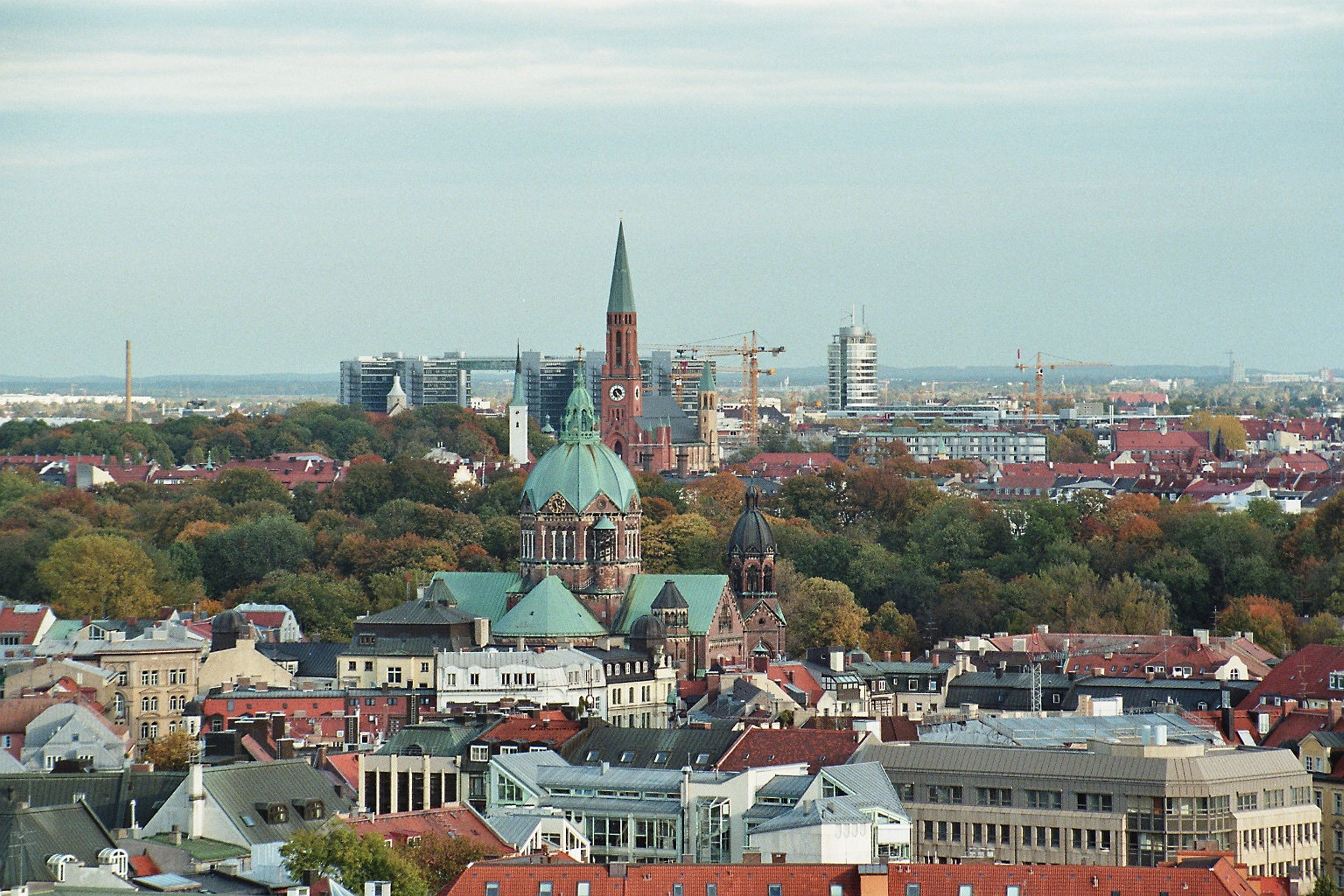
Blick vom Alten Peter auf St. Lukas, hinter der Kuppel ist St. Johann Baptist in Haidhausen zu sehen

St. Lukas liegt direkt am Isar-Ufer, zwischen der Steinsdorfstraße und dem Mariannenplatz. Sie nimmt etwa die Mitte des Isar-Ufers zwischen Ludwigsbrücke und Maximiliansbrücke ein. Obwohl das Grundstück zum Mariannenplatz im Lehel gehört (Mariannenplatz 3), ist der Haupteingang an der Steinsdorfstraße an der Isarseite zu finden. Dadurch kann die Kirche ihrer städtebaulich dominierenden Lage am Isarufer gerecht werden, die beiden Osttürme und die fast 64 m hohe Kuppel von St. Lukas prägen die Bebauung am westlichen Isarkai des Lehels.
Der Architekt Albert Schmidt greift bewusst auf vorreformatorische Baustile zurück: Die Außenarchitektur ist von romanischen Formen bestimmt, während der Innenraum an rheinische Frühgotik erinnert. Die Kuppel wiederum ist von der Renaissance beeinflusst. Insofern ist die Kirche auch ein Beispiel für den Eklektizismus. Eine Ähnlichkeit in der Außenarchitektur mit der Wiener Kirche Maria vom Siege ist ebenfalls unverkennbar. Der Grundriss zeigt einen Zentralbau. Dieser ist auf der geometrischen Figur eines griechischen Kreuzes aufgebaut. Im Westen befindet sich eine dreiseitig geschlossene Apsis. Das (bei der nach Westen ausgerichteten Kirche im Osten liegende) Westwerk  ist siebenseitig und besitzt quadratische Türme. Insofern  ist St. Lukas ein Bau, der von innen nach außen konstruiert wurde. Kritiker bemerken deswegen, dass der Bau außen verwirrend wirke, während der Innenraum in sich harmonisch sei.  Mit der Verwendung vorreformatorischer Baustile sollte St. Lukas in die Silhouette eines römisch-katholisch geprägten München eingeordnet werden. „Ur-katholische“ Formen, die zudem um 1900 noch Ausdruck der Treue zum dynastischen Herrscherhaus waren, sollten den Eindruck eines „rebellischen Luthertums“ vermeiden.

## Bedeutung und anstehende Umbaumaßnahmen

Blick durch das Kirchenschiff zum Altarraum

Die St.-Lukas-Kirche gilt als sakrales Gesamtkunstwerk des Historismus im ausgehenden 19. Jahrhundert. Eine gemeinsame Publikation der evangelischen Kirchengemeinde, des Landeskirchenrates und des Landesamtes für Denkmalpflege behandelte dies 1996 zum 100-jährigen Kirchenjubiläum. Anders als die ebenfalls von Albert Schmidt erbaute Münchner Hauptsynagoge, die auf Geheiß Hitlers 1938 zerstört wurde, blieb St. Lukas bis heute weitgehend erhalten. Sogar die entstehungszeitliche Innenausstattung, vom Fliesenornament der Bodenbeläge bis hin zum liturgischen Gerät, ist noch vorhanden.
Neben den dringend notwendigen Sanierungen im Bereich der Infrastruktur – wie Heizung, Elektrik, Akustik – ist im Innenraum geplant, Freiräume zu schaffen, damit sich dort neue Gottesdienstformen, innovative Kirchenmusik und zeitgenössische Kunst besser entfalten können. Im Kirchenraum wird deshalb die Anzahl der festen Bestuhlung unter den Emporen reduziert. Die entnommenen Bänke werden denkmalfachgerecht eingelagert.
Zusätzliche Toiletten sind ein dringendes Anliegen, da für 1.500 Sitzplätze derzeit nur zwei Toiletten zur Verfügung stehen. Für die Erweiterung der Sanitäranlagen sind satellitenartige Anbauten an den zwei Kirchtürmen geplant. Darüber hinaus soll die Steinmeyer-Orgel aus dem Jahr 1932, die im Geist der Romantik konzipiert worden war, auf ihr ursprüngliches Klangbild zurückgeführt werden. Die 90 Jahre alte Elektrotechnik der Orgel muss einerseits denkmalgemäß restauriert, andererseits sicherheitstechnisch ertüchtigt werden. Außerdem sollen sechs neue Register weitere Klangfarben möglich machen.
Die Baumaßnahmen verschoben sich wegen fehlender Genehmigungen, sie sollten 2022 beginnen und voraussichtlich 2024 abgeschlossen sein, was sich Ende 2022 aber als illusorisch erwies. Der Umbau soll ab April 2024 etwa zwei Jahre dauern. Während dieser Zeit finden die Gottesdienste der Gemeinde in der katholischen Kirche St. Jakob statt.

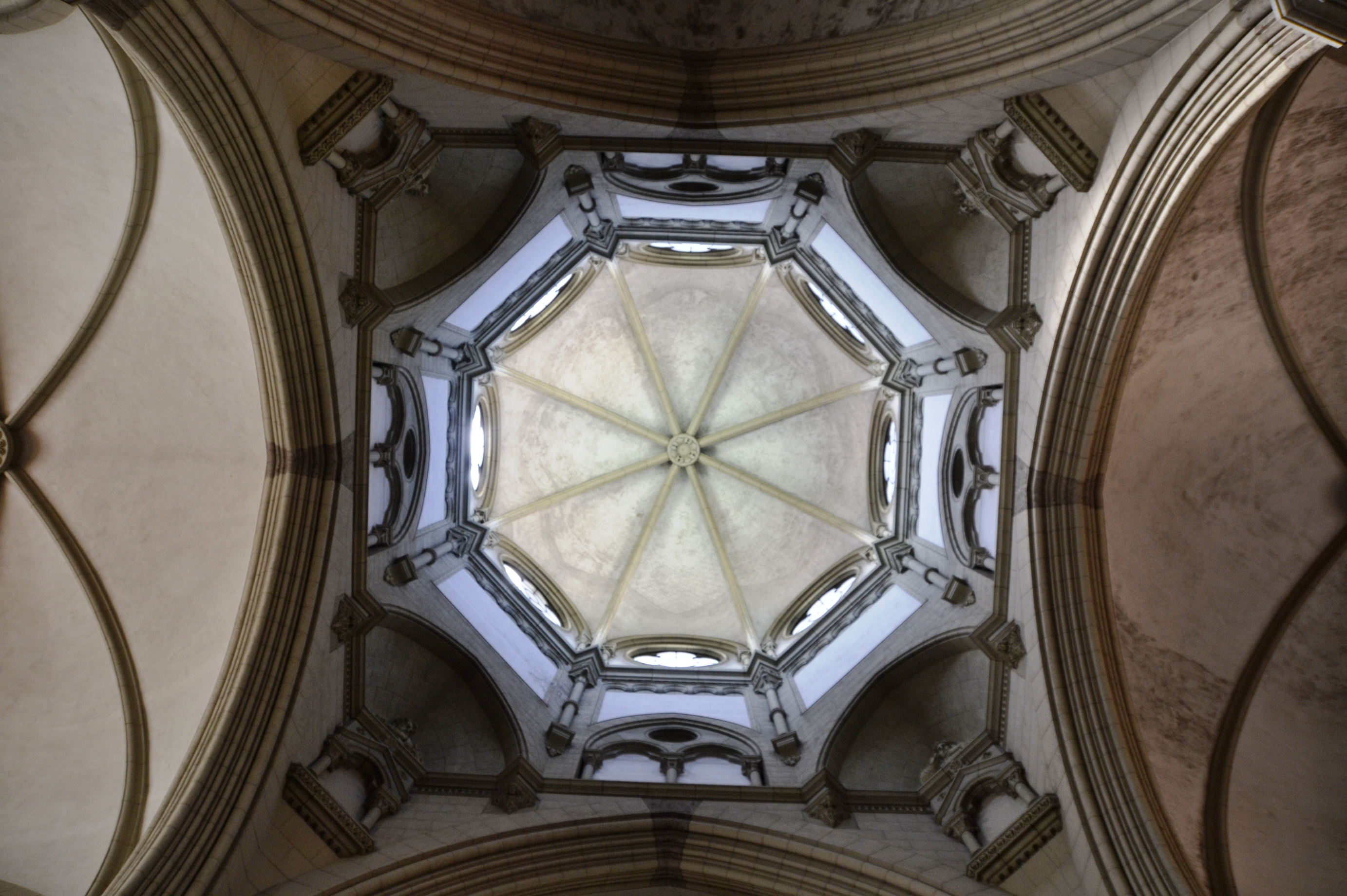
Die Kuppel der Kirche
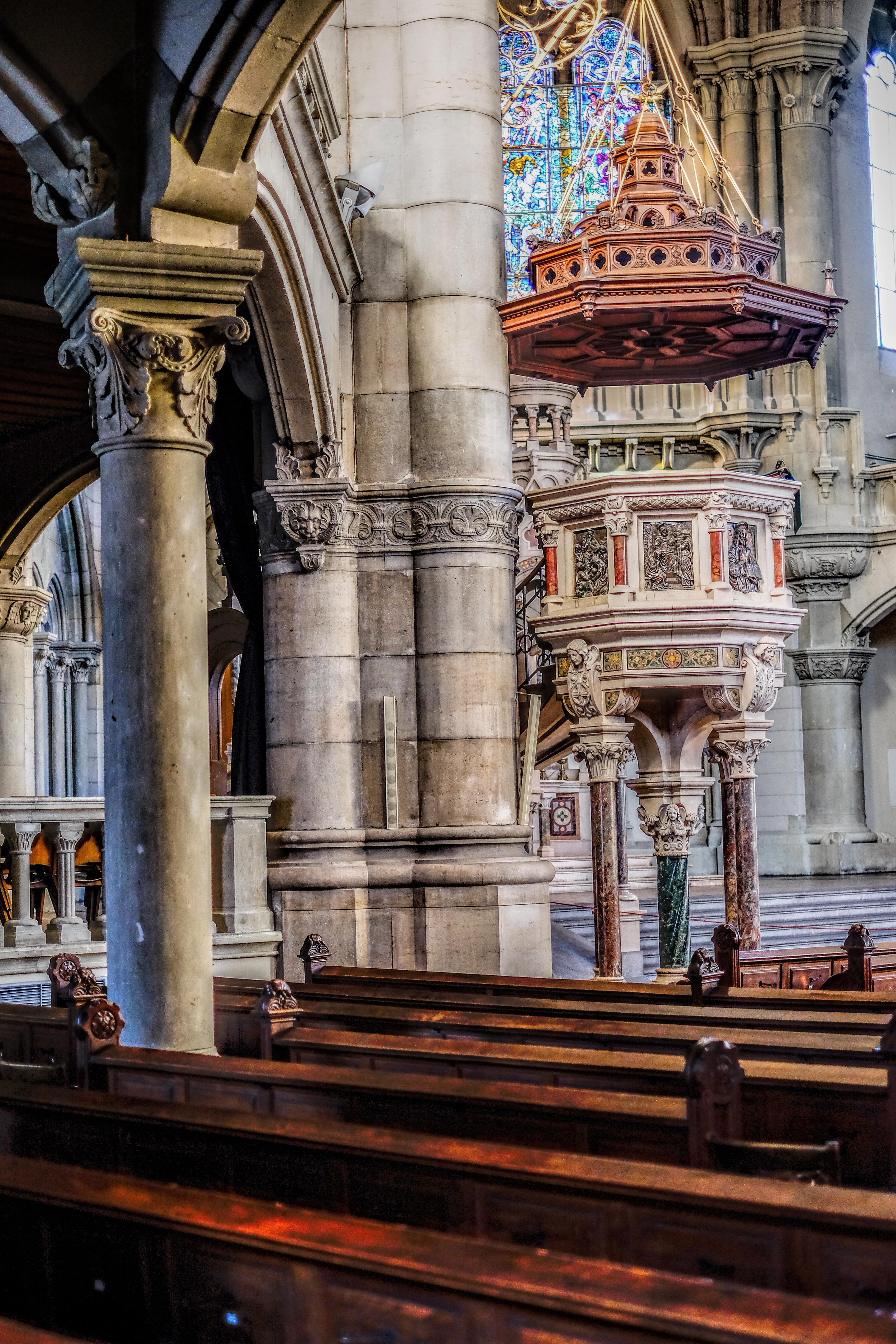
Innenraum mit Kanzel

## Ausstattung
Das Hochaltarbild Grablegung Christi wurde von Gustav Adolf Goldberg gemalt.
Neben den Neuverglasungen der Fenster ist die Kunst der Nachkriegszeit mit vier Werken der Plastik in der Kirche vertreten: Zwei zusammengehörige Reliefs an der Rückwand, unter der früheren Orgelempore, wurden von Helmut Ammann 1971 „zum Gedenken an die Toten der beiden Weltkriege“ geschaffen: Die trauernden Frauen am Grabe und Der Engel am Ostermorgen. In den Ecken der Querschiffe stehen zwei Skulpturen. 

## Orgel

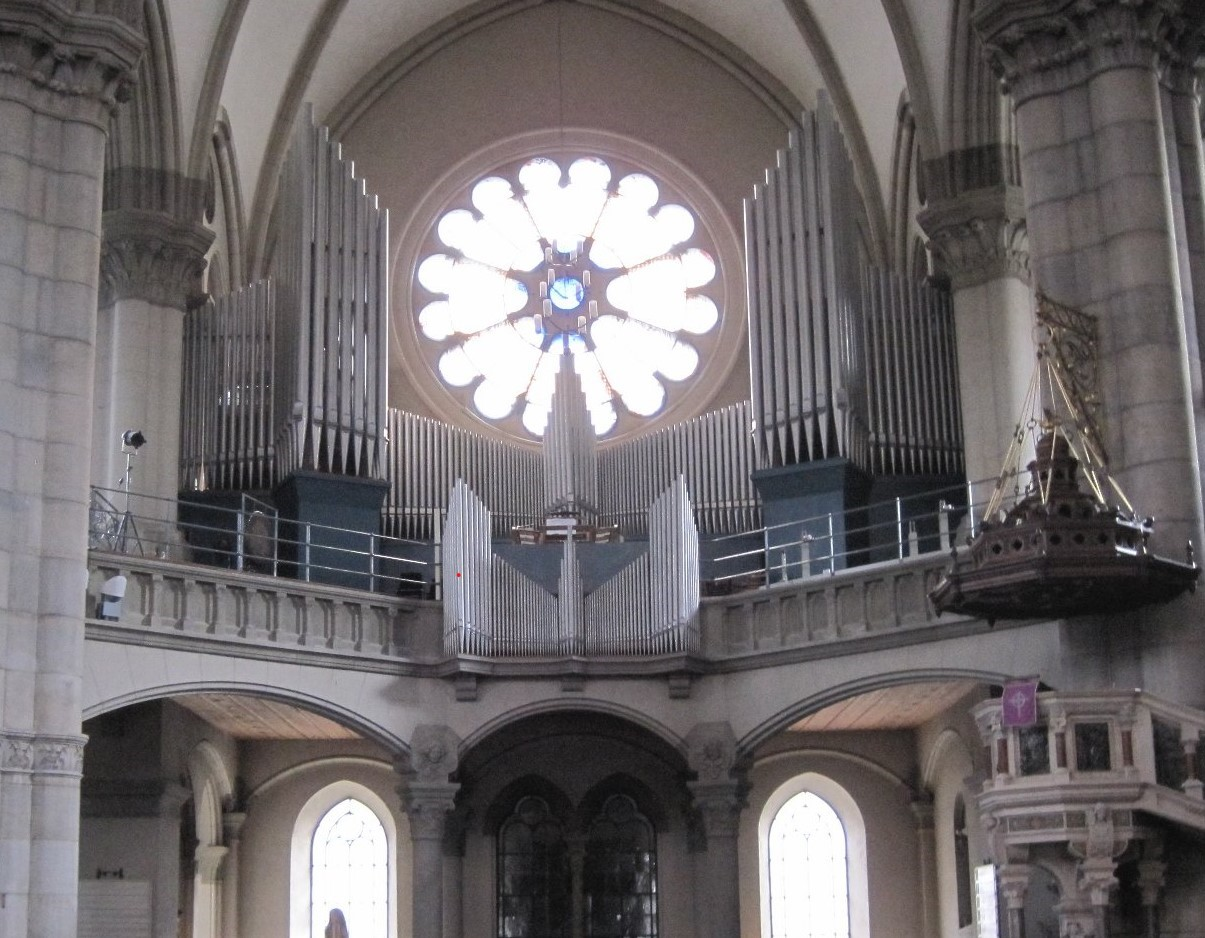
Die Orgel

Die erste Orgel der Lukaskirche wurde 1896 von der Firma G. F. Steinmeyer & Co. (Oettingen) als op. 578 auf der Ostempore errichtet. Sie verfügte über 34 Register verteilt auf zwei Manuale und Pedal. Am 24. November 1896 wurde das Instrument von Johann Georg Herzog geprüft. Auf diesem Instrument spielte Max Reger am 10. März 1909 ein Orgelkonzert, zugunsten des geplanten Gemeindehauses und speziell der darin untergebrachten Kinderanstalt. Im Jahr 1912 war Albert Schweitzer bei einem Konzert an der Orgel zu hören.
Bereits 30 Jahre nach Erbauung klagte man über das Instrument, dass es den Raum nicht auszufüllen vermochte.
Erste Entwürfe für eine neue Orgel reichen in das Jahr 1925 zurück. Geplant war ein Bau einer Orgel mit 84 Registern im romantischen Geist, die auch über ausgebaute Superoktavkoppeln verfügen sollte. Schon damals wurde ein Freipfeifenprospekt angedacht. Aufgrund der damaligen wirtschaftlichen Lage wurde der Plan eines Orgelneubaus wieder verworfen.
1932 kam es zur Unterzeichnung eins Vertrags mit der Firma Steinmeyer aus Oettingen, allerdings für eine neue Orgel auf der Südempore der Lukaskirche. Hans Steinmeyer versah das Opus 1568 der Firma auf Wunsch des Architekten mit einem Positiv in der Brüstung, womit dieses Instrument das erste Rückpositiv in der Münchner Orgel- bzw. Kirchenlandschaft aufwies. Steinmeyer schrieb in einem Gutachten über die Orgel:
„Das Orgelwerk enthält insgesamt 4560 sprechende Pfeifen. Die sichtbaren Pfeifen, zusammen 280 Stück bilden den sogenannten Prospekt. Er wiegt allein ca. 35 Zentner. […] Dennoch waren ca. 20000 m Kupferdraht nötig, um den Spieltisch mit der Orgel zu verbinden. Wollte man den Kupferdraht auf den elektrischen Spulen und die Drähte im Spieltisch selbst noch mitzählen, so käme man auf eine noch wesentlich größere Gesamtlänge der Drähte. An Elektromagneten verschiedener Konstruktion und Zugkraft enthält das Werk zusammen rund 1250 Stück. Der Elektroventilator, der den Pfeifenwind erzeugt, vermag in der Minute 52 m³ Pressluft in die Bälge zu liefern. Daß eine Schwachstromdynamo mit einer Leistung von 220 Watt für die Betätigung der Elektromagnete genügt, dürfte ein Beweis für die Vollkommenheit des elektrischen Systems dieser Orgel sein.“
Die Orgel wurde im Gottesdienst am 18. Dezember 1932, dem 4. Adventssonntag, eingeweiht. Sie verfügte über 72 Register auf Taschenladen (darunter fünf Transmissionen), verteilt auf vier Manuale und Pedal, die Traktur wurde elektropneumatisch ausgeführt. Das Aussehen der Orgel wurde prominent beschrieben.
Den Zweiten Weltkrieg überstand die Orgel im Wesentlichen unbeschadet.
1965 gab es auf Anregung von Karl Richter Überlegungen, die Orgel in den Altarraum zu verlegen, was allerdings letztlich verworfen wurde.
1967 führt die Orgelbaufirma Steinmeyer eine Generalsanierung durch. Bei dieser aus heutiger Sicht problematischen Maßnahme wurde das zweite Schwellwerk ausgebaut und auch der historische Spieltisch massiv verändert. Durch die Neuintonation des gesamten Pfeifenwerks nahm man dem Instrument dessen spätromantische Klangidentität und passte es dem damals vorherrschenden neobarocken Klangideal an.
Kleinere Eingriffe in den Folgejahrzehnten veränderten das Werk nur unwesentlich.
Im Juni 2016 wurde in einem vorgezogenen Sanierungsschritt ein neuer mobiler Spieltisch im Kirchenschiff installiert. Dieser ist bereits so ausgerichtet, dass er mit der später sanierten Orgel problemlos koppelbar ist. Die Arbeiten wurden von der Firma Eisenschmid in Andechs ausgeführt, die als Zulieferer für die Firma Schuke Orgelbau Berlin fungiert, die die spätere Gesamtsanierung der Steinmeyer-Orgel durchführen wird.
Noch heute gehört die Steinmeyer-Orgel der Lukaskirche zu den größten Orgeln Münchens (vgl. Liste von Orgeln in Oberbayern) und gilt als herausragendes erhaltenes Klangdokument der 1930er Jahre im süddeutschen Raum, welches jedoch nicht zuletzt aus klanglicher Sicht dringend renovierungsbedürftig ist. Die Kosten der Orgelsanierung werden auf etwa 750.000 Euro geschätzt.
Organist ist seit 2015 Kirchenmusikdirektor Tobias Frank.
Die Disposition lautet:
| I Rückpositiv C–a3 |                |        |
| 1.                 | Kupfergedackt  | 8′     |
| 2.                 | Oktav          | 4′     |
| 3.                 | Salicet        | 4′     |
| 4.                 | Blockflöte     | 2′     |
| 5.                 | Oktave         | 2′     |
| 6.                 | Quint          | 2 ⁄3′  |
| 7.                 | Terz           | 1 3⁄5′ |
| 8.                 | Mixtur IV      | 1 ⁄3′  |
| 9.                 | Helle Trompete | 8′     |

| II Hauptwerk C–a3 |            |       |
| 10.               | Prinzipal  | 16′   |
| 11.               | Quintade   | 16′   |
| 12.               | Oktav      | 8′    |
| 13.               | Salicional | 8′    |
| 14.               | Gedackt    | 8′    |
| 15.               | Oktav      | 4′    |
| 16.               | Rohrflöte  | 4′    |
| 17.               | Superquint | 2 ⁄3′ |
| 18.               | Superoktav | 2′    |
| 19.               | Koppel     | 2′    |
| 20.               | Mixtur IV  | 2′    |
| 21.               | Zimbel III | 1/2′  |
| 22.               | Trompete   | 16′   |
| 23.               | Trompete   | 8′    |
| 24.               | Trompete   | 4′    |

| III Oberwerk C–a3 |               |       |
| 25.               | Metallgedackt | 8′    |
| 26.               | Quintade      | 8′    |
| 27.               | Koppel        | 8′    |
| 28.               | Prinzipal     | 4′    |
| 29.               | Blockflöte    | 4′    |
| 30.               | Oktave        | 2′    |
| 31.               | Rohrflöte     | 2′    |
| 32.               | Superquinte   | 1 ⁄3′ |
| 33.               | Nachthorn     | 1′    |
| 34.               | Scharf IV     | 1′    |
| 35.               | Zimbel III    | 1⁄3′  |
| 36.               | Rankett       | 16′   |
| 37.               | Krummhorn     | 8′    |
| 38.               | Vox humana    | 4′    |
|                   | Tremulant     |       |

| IV Schwellwerk C–a3 |                 |       |
| 39.                 | Gedackt         | 16′   |
| 40.                 | Prinzipal       | 8′    |
| 41.                 | Violflöte       | 8′    |
| 42.                 | Gemshorn        | 8′    |
| 43.                 | Unda maris      | 8′    |
| 44.                 | Oktave          | 4′    |
| 45.                 | Kleingedackt    | 4′    |
| 46.                 | Flachflöte      | 2′    |
| 47.                 | Sesquialter II  | 2 ⁄3′ |
| 48.                 | Plein jeu IV    | 2′    |
| 49.                 | Zimbel II       | 2⁄3′  |
| 50.                 | Basson          | 16′   |
| 51.                 | Trompette harm. | 8′    |
| 52.                 | Clarine         | 4′    |
|                     | Tremulant       |       |

| Pedal C–g1 |                    |         |
| 53.        | Metallprinzipal    | 16′     |
| 54.        | Prinzipalbaß       | 16′     |
| 55.        | Subbaß             | 16′     |
| 56.        | Gedackt (Nr. 39)   | 16′     |
| 57.        | Quintbaß           | 10 2⁄3′ |
| 58.        | Prinzipal          | 8′      |
| 59.        | Gemshorn           | 8′      |
| 60.        | Gedeckt (Nr. 27)   | 8′      |
| 61.        | Oktave             | 4′      |
| 62.        | Quintade           | 4′      |
| 63.        | Rohrpfeife         | 2′      |
| 64.        | Mixtur IV          | 2 ⁄3′   |
| 65.        | Mixtur III         | 1′      |
| 66.        | Bombarde           | 32′     |
| 67.        | Posaune            | 16′     |
| 68.        | Basson (Nr. 50)    | 16′     |
| 69.        | Cornett            | 2′      |
| 70.        | Clarine (Nr. 52)   | 4′      |
| 71.        | Krummhorn (Nr. 37) | 8′      |
| 72.        | Trompete           | 8′      |

- Koppeln: I/II, II/I, III/I, III/II, IV/I, IV/II, IV/III, I/P, II/P, III/P, IV/P (Emporenspieltisch)
- Spielhilfen: vier freie Kombinationen, Tutti, Crescendowalze. (Emporenspieltisch)

## Glocken

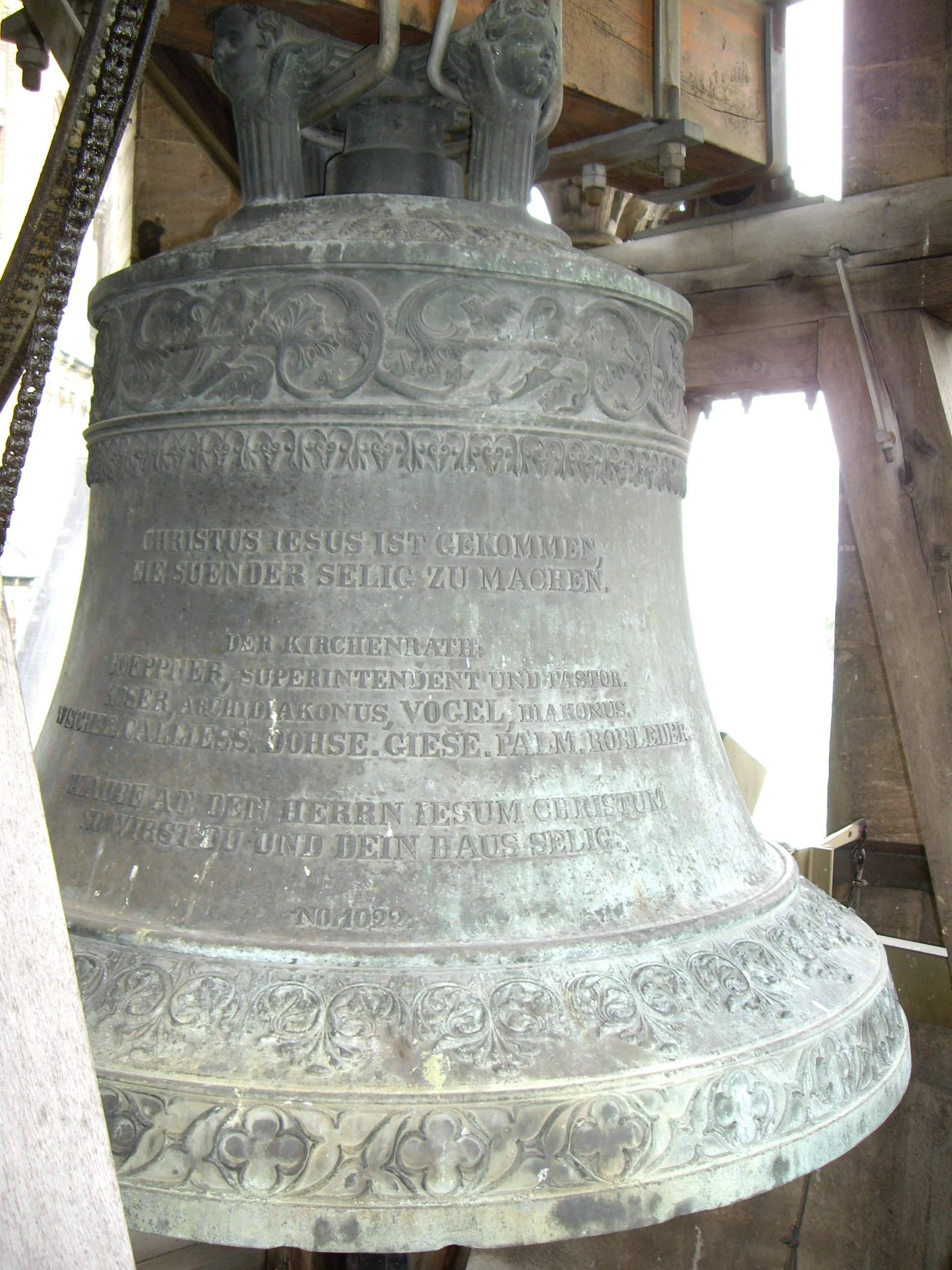
Die sogenannte Inschriftenglocke stammt ursprünglich aus der Marienkirche zu Stargard

Das erste Geläut der Lukaskirche bestand aus vier Glocken und wurde 1896 von den Gebrüdern Ulrich in Apolda gegossen. Es fiel dem Ersten Weltkrieg zum Opfer. Unmittelbar nach Ende des Krieges, 1919, wurde ein neues vierstimmiges Geläut angeschafft, von dem der Zweite Weltkrieg alle Glocken bis auf die kleinste vernichtete. Sie ist bis heute erhalten und trägt auf der Flanke die Inschrift DEN MENSCHEN EIN WOHLGEFALLEN.
Die Glockenverluste des Zweiten Weltkrieges wurden durch die Aufnahme zweier Leihglocken ausgeglichen. Die größere von ihnen gelangte 1952 auf den Turm und ist ein Werk des Gießers Friedrich Gruhl aus dem Jahr 1862. Sie hing einst unter dem Namen Inschriftenglocke in der Stargarder Marienkirche. Einige Auszüge aus den vielen Inschriften lauten:
CHRISTUS IESUS IST GEKOMMEN, DIE SUENDER SELIG ZU MACHEN.
GLAUBE AN DEN HERRN IESUM CHRISTUM SO WIRST DU UND DEIN HAUS SELIG.
Die zweite Leihglocke wurde ursprünglich 1703 von Martin Greim in Liegnitz für den Ort Schönwaldau, Kreis Goldberg in Niederschlesien gegossen.
Die Glockengießerei Bachert aus Heilbronn fügte im Jahr 1990 eine Glocke hinzu. Als Inschrift trägt sie auf der Vorderseite EHRE SEI GOTT IN DER HOEHE UND FRIEDE AUF ERDEN und nennt damit den Anfang des auf der kleinen Glocke zu Ende geführten Spruches aus der Weihnachtsgeschichte (Lk 2,1–20). Darunter ist das Christusmonogramm angebracht. Auf der Rückseite der Glocke stehen der Eigentumsvermerk ST. LUKAS MUENCHEN mit Gießerzeichen und Jahreszahl.
Seit 1990 hängen folgende vier Glocken im hölzernen Glockenstuhl des Nordostturmes:
| Glocke | Name                 | Gussjahr | Gießer                             | Durchmesser | Masse     | Schlagton (HT-1⁄16) |
| ------ | -------------------- | -------- | ---------------------------------- | ----------- | --------- | ------------------- |
| 1      | Inschriftenglocke    | 1861     | Friedrich Gruhl, Kleinwelka        | 1410 mm     | ≈1510 kg  | c1 +4               |
| 2      | Betglocke            | 1990     | Glockengießerei Bachert, Heilbronn | 1412 mm     | ≈1768 kg  | d1 +3               |
| 3      | Dreifaltigkeitglocke | 1703     | Martin Greim, Liegnitz             | 1090 mm     | 0.≈620 kg | f1+ 0               |
| 4      | Taufglocke           | 1919     | Gebrüder Ulrich, Apolda            | 0.910 mm    | 0.≈420 kg | a1+ 0               |